# ミロチツェ・ナド・オパヴォウ - ヴルブノ・ポド・プラヂェデム線
ミロチツェ・ナド・オパヴォウ～ヴルブノ・ポド・プラヂェデム線（チェコ語: Železniční trať Milotice nad Opavou – Vrbno pod Pradědem）は、チェコ国鉄の鉄道線の名称である。路線番号は313。
1880年、モラヴィア・スレスコ中央鉄道によって開業した。現在、GW Train Regio社により運行されている。路線はポーランド国鉄貨物（PKPカーゴ）が所有しているが、子会社の高度国際輸送社が所有していた時期もあった。

## 運行形態
全て線内のみ運行の各駅停車で、2時間に1本の運行。ミロチツェで、310号線のオパヴァ発オロモウツ行特急、およびリーマルジョフ発オパヴァ行普通に接続する。

## 駅一覧
以下では、チェコ国鉄313号線の駅と営業キロ、停車列車、接続路線などを一覧表で示す。なお、全て各駅停車である。
| 路線名 | 駅名                               | 駅間営業キロ | 累計営業キロ | 接続路線 | 所在地                 | 所在地         |
| ------ | ---------------------------------- | ------------ | ------------ | -------- | ---------------------- | -------------- |
| 313    | ミロチツェ・ナド・オパヴォウ駅     | -            | 0.0          | 310号線  | モラヴィア・スレスコ州 | ブルンタール郡 |
| 313    | ノヴェー・ヘルジミノヴィ駅         | 3.5          | 3.5          |          | モラヴィア・スレスコ州 | ブルンタール郡 |
| 313    | クノフ駅                           | 1.7          | 5.2          |          | モラヴィア・スレスコ州 | ブルンタール郡 |
| 313    | スクルボヴィツェ駅                 | 2.9          | 8.1          |          | モラヴィア・スレスコ州 | ブルンタール郡 |
| 313    | シロカー・ニヴァ駅                 | 1.9          | 10.0         |          | モラヴィア・スレスコ州 | ブルンタール郡 |
| 313    | ポヘニ駅                           | 2.1          | 12.1         |          | モラヴィア・スレスコ州 | ブルンタール郡 |
| 313    | カルロヴィツェ駅                   | 4.2          | 16.3         |          | モラヴィア・スレスコ州 | ブルンタール郡 |
| 313    | カルロヴィツェ停留所               | 1.0          | 17.3         |          | モラヴィア・スレスコ州 | ブルンタール郡 |
| 313    | ヴルブノ・ポド・プラヂェデム停留所 | 1.6          | 18.9         |          | モラヴィア・スレスコ州 | ブルンタール郡 |
| 313    | ヴルブノ・ポド・プラヂェデム駅     | 1.6          | 20.5         |          | モラヴィア・スレスコ州 | ブルンタール郡 |